# Lifestyle Center

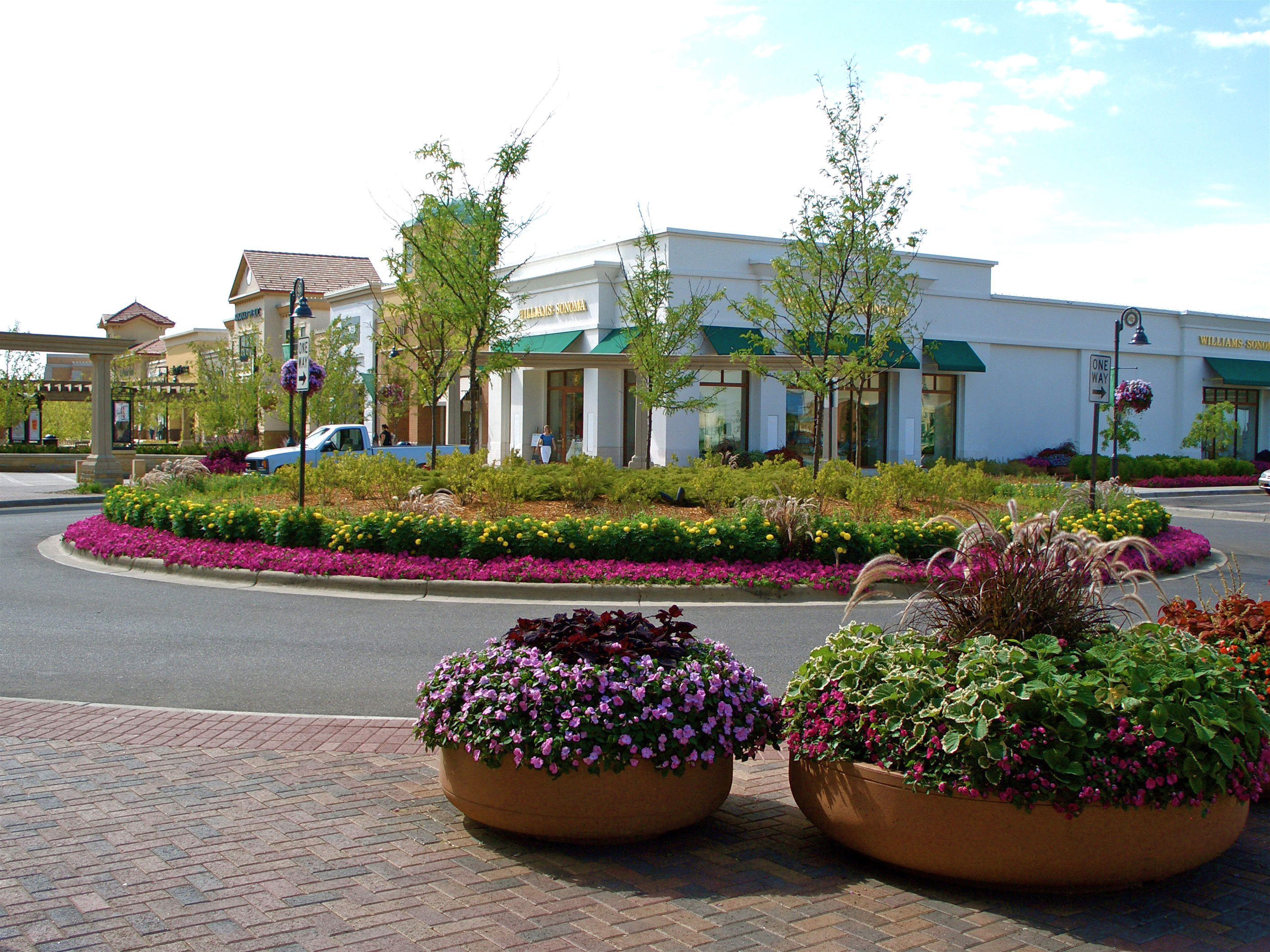
The Shoppes at Arbor Lakes, ein Lifestyle Center in Maple Grove, Minnesota

Ein  Lifestyle Center ist ein Einkaufszentrum mit Angeboten zu Erholung und Freizeit und orientiert sich an einer gehobenen Konsumentenschicht.

## Verbreitung
Lifestyle Center, manchmal auch als "Boutique-Malls"  bezeichnet, wurden erstmals in den späten 1980er Jahren von Poag und McEwen aus Memphis in den USA entwickelt und verbreiteten sich ab den 1990ern als neuer Trend in den Vereinigten Staaten.
Sie sind oft in den wohlhabenden Vororten gelegen. Während moderne Lifestyle Centers ziemlich neu sind, gibt es  Openair Malls schon seit Jahrzehnten.
Einkaufszentren reproduzieren damit das Erlebnis von europäischen Einkaufsstraßen.
Ein solches Einkaufszentrum ist das „Friendly Shopping Center“ in Greensboro, North Carolina.
Die Openair Mall eröffnet im Jahr 1957 und hat das Aussehen und Layout der heutigen modernen Lifestyle Centers geprägt.

## Lifestyle Center im Vergleich zu herkömmlichen Einkaufszentren
Die Verbreitung von Lifestyle-Zentren in den Vereinigten Staaten beschleunigte sich seit der Jahrtausendwende. Gab es im Jahr 2002 erst 30 Lifestyle Centers, waren es Ende des Jahres 2004 bereits 120.
Lifestyle Centers bedienen das gehobene Ende des Käuferspektrums, an dessen anderem Ende der Fabrikverkauf steht. Das Wachstum von Lifestyle Centers beschleunigt die Schließung von traditionellen Einkaufszentren in der Umgebung.
Lifestyle Centers erfordern in der Regel weniger Fläche und generieren höhere Umsätze pro Quadratmeter.
Laut dem Präsidenten von  Poag und McEwen erwirtschaften herkömmliche Einkaufszentren  durchschnittlich 3550 USD/m² im Jahr, bei Lifestyle Centers sind es bis zu 5380 USD/m².
Des Weiteren fallen gegenüber geschlossenen Einkaufszentren weniger Kosten für Heizung und Kühlung an.  Kunden kommen durch die offene Architektur rascher zu den gewünschten Geschäften.
Typische Merkmale von Lifestyle Centers sind aufwändiger gestaltete öffentliche Bereiche.